# Nekrolog 1993
Nekrolog
◄◄
| ◄
| 1989
| 1990
| 1991
| 1992
| 1993 | 1994 | 1995 | 1996 | 1997 | ► | ►►
1. Quartal |
2. Quartal |
3. Quartal |
4. Quartal 
Weitere Ereignisse | Allgemeiner Nekrolog 1993
Die Beschreibung der verstorbenen Person sollte so kurz wie möglich gehalten sein und nur deren signifikante Tätigkeit(en) enthalten.
Neue Namen ggf. auch unter dem Geburts- und Sterbedatum, also etwa unter 1. Januar und im Geburts- und Sterbejahr (2024) eintragen (nur bei entsprechender großer Wichtigkeit). Für Beispiele siehe die schon vorhandenen Artikel.
Außerdem über die fünf zuletzt Verstorbenen, zu denen es einen ausreichend guten Artikel für eine Präsentation auf der Hauptseite gibt, nach der todesbedingten Überarbeitung der Artikel ggf. auch unter Wikipedia Diskussion:Hauptseite informieren und sie am besten auch in den anderen Wikipedia-Sprachversionen eintragen. Tipp: Regelmäßig bei news.google.de nach „ist tot“, „gestorben“ oder „verstorben“ suchen.
Wenn eine Person gestorben ist, gibt es viele Seiten zu dieser Person in der Wikipedia, die davon auch betroffen sind und entsprechend aktualisiert werden müssen. Beispiele: Namenübersichtsseite, Geburtsjahr, Geburtsort-Seiten und viele mehr.
Wie finde ich die betroffenen Seiten?
Im Suchfeld auf der linken Seite gibt man den Suchbegriff so ein: „Vorname Nachname“. Dann klickt man auf Volltext und alle Seiten mit entsprechendem Suchtext werden aufgerufen. Hier sieht man dann schnell, wo auch das Todesjahr Sinn macht oder sogar ein Teil des Artikels angepasst werden muss. Auch hilft das „Werkzeug“ auf der linken Seite sehr gut, um solche Seiten aufzufinden: „Links auf diese Seite“. Somit ist die Wikipedia wieder aktuell in allen Bereichen! Hinweis: bei Eintragung der Kategorie „Gestorben JAHR“ wird der Missbrauchsfilter 49 ausgelöst, was jedoch nicht schlimm ist. Siehe: Spezial:Missbrauchsfilter/49
Dies ist eine Liste von im Jahr 1993 verstorbenen bekannten Persönlichkeiten. Die Einträge erfolgen innerhalb der einzelnen Daten alphabetisch sortiert. Tiere sind im Nekrolog für Tiere zu finden.
Die Liste ist nach Quartalen aufgeteilt:
- Nekrolog 1. Quartal 1993: Januar, Februar und März
- Nekrolog 2. Quartal 1993: April, Mai und Juni
- Nekrolog 3. Quartal 1993: Juli, August und September
- Nekrolog 4. Quartal 1993: Oktober, November und Dezember

## Datum unbekannt
| N. R. Acharya                         | indischer Filmregisseur und -produzent                                                    |  |
| Daur Achwlediani                      | abchasischer Fußballspieler                                                               |  |
| Abdullah Afeef Didi                   | maledivischer Politiker und Präsident der Republik Suvadiva                               |  |
| Andrei Michailowitsch Alexandrow      | sowjetischer Diplomat, Berater von vier Kreml-Chefs                                       |  |
| Georg Antosch                         | deutscher Theater- und Filmkritiker                                                       |  |
| Arthur Apelt                          | deutscher Dirigent und Generalmusikdirektor                                               |  |
| Erkki Aro                             | finnischer Orientierungsläufer                                                            |  |
| Tömöriin Artag                        | mongolischer Ringer                                                                       |  |
| Carl Auböck                           | österreichischer Industriedesigner und Architekt                                          |  |
| Wilhelm von Aulock                    | deutscher Ministerialbeamter                                                              |  |
| Bernard Ayandho                       | zentralafrikanischer Politiker, Premierminister der Zentralafrikanischen Republik         |  |
| Manfred Bahrs                         | deutscher Fußballschiedsrichter                                                           |  |
| Hans Baier                            | österreichischer Künstler, Bildhauer, Graphiker und Kunsterzieher                         |  |
| Benedikt Bilgeri                      | österreichischer Historiker                                                               |  |
| Sigurd Binski                         | deutscher Psychologe und Journalist                                                       |  |
| Michael Birkenbihl                    | deutscher Wirtschaftswissenschaftler                                                      |  |
| Karl Heinz Bolay                      | deutscher Schriftsteller und Dichter                                                      |  |
| Gerhard Bolte                         | deutscher Radrennfahrer                                                                   |  |
| Kurt Böttger                          | deutscher Diplomat, Botschafter der DDR                                                   |  |
| Hans Bräuer                           | deutscher Badmintonspieler                                                                |  |
| Maeve Brennan                         | irisch-amerikanische Journalistin und Schriftstellerin                                    |  |
| Víctor Cáceres Lara                   | honduranischer Schriftsteller, Diplomat und Politiker                                     |  |
| Jillert Cammenga                      | niederländischer Komponist und Dirigent                                                   |  |
| Robert Campbell Junior                | australischer Künstler, Aborigines                                                        |  |
| Marcel Capelle                        | französischer Fußballspieler                                                              |  |
| René Carcan                           | belgischer Künstler                                                                       |  |
| Michele Cimarosa                      | italienischer Schauspieler                                                                |  |
| Simion Cuțov                          | rumänischer Boxer                                                                         |  |
| Philmore Davidson                     | trinidadischer Pionier der Steel Pan                                                      |  |
| Emidio De Felice                      | italienischer Linguist, Romanist und Namenforscher                                        |  |
| Hans Dessauer                         | deutsch-amerikanischer Ingenieur                                                          |  |
| Auguste Dick                          | österreichische Mathematikhistorikerin                                                    |  |
| Otto Ducháček                         | tschechischer Romanist und Sprachwissenschaftler                                          |  |
| Aurel Duma                            | rumänischer Politiker (PCR)                                                               |  |
| Olle Enderlein                        | schwedischer Segelkonstrukteur                                                            |  |
| Carl Hanns Erkelenz                   | deutscher Verlagsleiter und Schriftsteller                                                |  |
| Otto Ernst                            | deutscher Jurist                                                                          |  |
| Nelson Festa                          | argentinischer Fußballspieler                                                             |  |
| Fred Freyler                          | österreichischer Architekt und Stadtplaner                                                |  |
| Karl Hermann Friedrich                | deutscher Offizier der Luftwaffe                                                          |  |
| Werner Gailis                         | deutscher Bildhauer und Hochschullehrer                                                   |  |
| William Gillock                       | US-amerikanischer Musiker                                                                 |  |
| Mohammad Reza Golpayegani             | schiitischer Großajatollah                                                                |  |
| Willi Götz                            | deutscher Maler und Grafiker                                                              |  |
| Karl Graf                             | Schweizer Skirennfahrer                                                                   |  |
| Carla Gronchi                         | italienische Prima Signora, Ehefrau von Giovanni Gronchi                                  |  |
| Joaquim Guerra                        | portugiesischer Sinologe, Jesuit und Missionar                                            |  |
| Patsy Guzzo                           | kanadischer Eishockeyspieler                                                              |  |
| Han Moo-sook                          | südkoreanische Schriftstellerin                                                           |  |
| Margarete Hanusch                     | österreichische Bildhauerin und Kunsterzieherin                                           |  |
| Gustav Hedlund                        | US-amerikanischer Mathematiker                                                            |  |
| Karl Heidelbach                       | deutscher Maler                                                                           |  |
| Guy Hirsch                            | belgischer Mathematiker                                                                   |  |
| Harry Irving                          | britischer Chemiker                                                                       |  |
| Dmitri Iwanowitsch Iwanow             | sowjetischer Gewichtheber                                                                 |  |
| Joachim Jahn                          | deutscher Historiker und Leiter des Kulturamtes der Stadt Memmingen                       |  |
| Stanisław Janusz Janowski             | polnischer Maler und Grafiker                                                             |  |
| Julius Kaesdorf                       | deutscher Maler                                                                           |  |
| Lothar Kampmann                       | deutscher Maler und Bildhauer                                                             |  |
| Nissar Hussain Khan                   | indischer Sänger                                                                          |  |
| Albert Maori Kiki                     | papua-neuguineischer Pathologe und Politiker                                              |  |
| Eddie King                            | englischer Fußballspieler                                                                 |  |
| Karl Klein                            | deutscher Mörder und Bürgermeister von Bexbach                                            |  |
| Hedwig Kömmerling                     | deutsche Historikerin                                                                     |  |
| Nikolai Grigorjewitsch Kostylew       | sowjetischer Gewichtheber                                                                 |  |
| Pjotr Petrowitsch Kowalenko           | sowjetischer Skispringer                                                                  |  |
| Leon Koźmiński                        | polnischer Hochschullehrer                                                                |  |
| Stella Kramrisch                      | kosmopolitische Kunsthistorikerin                                                         |  |
| Franz Krieger                         | österreichischer Fotograf                                                                 |  |
| Heinrich Kunst                        | deutscher Volksschauspieler                                                               |  |
| Wilfried Lange                        | deutscher Schachmeister und Schachorganisator                                             |  |
| Norbert Lebert                        | deutscher Journalist und Autor                                                            |  |
| Ernő Lendvai                          | ungarischer Musikwissenschaftler                                                          |  |
| Trude Lieske                          | deutsche Sängerin (Soubrette) und Schauspielerin                                          |  |
| Lu Jingqing                           | chinesische Dichterin, Essayistin und Auslandskorrespondentin                             |  |
| Lu Yanshao                            | chinesischer Maler                                                                        |  |
| Kosta Lukács                          | ungarischer Jazzmusiker                                                                   |  |
| Bertil Lundman                        | schwedischer Anthropologe                                                                 |  |
| Ralph Lutz                            | deutscher Tiefbauingenieur, Hafenbau- und Senatsbaudirektor                               |  |
| Petrus Johannes Maan                  | niederländischer altkatholischer Geistlicher, Theologe und Kirchenpolitiker               |  |
| Madame Grès                           | französische Modedesignerin                                                               |  |
| Clorinda Málaga de Prado              | peruanische First Lady, zweite Ehefrau des Präsidenten Manuel Prado                       |  |
| Jean-Pierre Martinet                  | französischer Schriftsteller und Kritiker                                                 |  |
| Olaf Dante Marx                       | deutscher Journalist                                                                      |  |
| Nelly Mele Lara                       | venezolanische Komponistin                                                                |  |
| Jerzy Michałowski                     | polnischer Botschafter, Übersetzer und Schriftsteller                                     |  |
| Hans Micheiloff                       | deutscher Tischtennisspieler                                                              |  |
| Cvijetin Mijatović                    | jugoslawischer Politiker                                                                  |  |
| Reid Miles                            | US-amerikanischer Designer/Grafiker                                                       |  |
| Jewgeni Gawrilowitsch Minajew         | sowjetischer Gewichtheber                                                                 |  |
| Ahmad Moftizadeh                      | kurdischer Politiker                                                                      |  |
| Emilio Mondelli                       | argentinischer Wirtschaftsmanager und Politiker                                           |  |
| Art Mooney                            | US-amerikanischer Sänger und Bigband-Leader                                               |  |
| Elfriede Moser-Rath                   | österreichische Volkskundlerin und Erzählforscherin                                       |  |
| Ernst Müller                          | deutscher Lehrer und Kunstsammler                                                         |  |
| Nakajima Itarō                        | japanischer Leichtathlet                                                                  |  |
| Christopher Ngcukana                  | südafrikanischer Jazzmusiker                                                              |  |
| Andreas Nielsen                       | grönländischer Richter und Landesrat                                                      |  |
| Alexander Petrowitsch Norden          | russischer Mathematiker                                                                   |  |
| Victor Oelschläger                    | US-amerikanischer Romanist, Hispanist und Mediävist                                       |  |
| Fritz Joachim Otto                    | deutscher Kameramann und Unternehmer                                                      |  |
| Ladislaus Martin Pákozdy              | ungarischer reformierter Theologe                                                         |  |
| Peter K. Palangyo                     | tansanischer Schriftsteller und Diplomat                                                  |  |
| Guy Palmade                           | französischer Historiker                                                                  |  |
| Wladimir Nikolajewitsch Pawlow        | ukrainisch-sowjetischer Diplomat und Übersetzer                                           |  |
| Neville G. Pemchekov Warwick          | moderner Interpret des Buddhismus                                                         |  |
| Heinz Peter                           | deutscher Lithograf, Radierer, Zeichner und Maler                                         |  |
| Ștefan Petrescu                       | rumänischer Sportschütze                                                                  |  |
| Roman Erich Petsche                   | österreichischer Lehrer, Schulaufseher und Maler                                          |  |
| Karl Pfauter                          | deutscher Kulturdezernent                                                                 |  |
| Otto Plachta                          | deutscher Wegemeister                                                                     |  |
| Ion Popescu-Puțuri                    | rumänischer Historiker und Politiker                                                      |  |
| Walter Pöppel                         | deutsch-schwedischer Fotojournalist                                                       |  |
| Alfons Pützer                         | deutscher Flugzeugkonstrukteur und Unternehmer                                            |  |
| Benoît Quersin                        | belgischer Jazzmusiker und Musikethnologe                                                 |  |
| Hans-Georg Rausch                     | deutscher Pfarrer, inoffizieller Mitarbeiter des MfS                                      |  |
| Leonte Răutu                          | rumänischer Politiker (PCR)                                                               |  |
| Helmut Christian Reiche               | deutscher Jurist und Schriftsteller                                                       |  |
| Erich Retzlaff                        | deutscher Fotograf                                                                        |  |
| Arthur Richter                        | deutscher Seelsorger, Gründer des Marburger Kreises                                       |  |
| Ewald Riebschläger                    | deutscher Wasserspringer                                                                  |  |
| Ella Riemersma                        | niederländische Grafikerin und Illustratorin                                              |  |
| Christian Rost                        | deutscher Bildhauer                                                                       |  |
| Alessandro Santini                    | italienischer Filmregisseur und Filmproduzent                                             |  |
| Lotte von Schaukal                    | österreichische Übersetzerin und Herausgeberin                                            |  |
| Erna Schillig                         | Schweizer Malerin                                                                         |  |
| Nikolai Michailowitsch Schmakow       | sowjetischer Ringer                                                                       |  |
| Hans Schmandt                         | deutscher Maler, Graphiker und Bildhauer                                                  |  |
| Josef Schnetzer                       | österreichischer Maler                                                                    |  |
| Wladimir Alexejewitsch Schtscherbakow | russischer Fußballspieler                                                                 |  |
| Wolfgang Schulz                       | deutscher Pädagoge, Hochschullehrer und Politiker (SPD), MdHB                             |  |
| Friedrich Schumacher                  | deutscher Architekt und Bremer Dombaumeister                                              |  |
| Osman Sebrî                           | kurdischer Politiker, Dichter und Autor                                                   |  |
| Joseph Seidnitzer                     | österreichischer Ordensgeistlicher                                                        |  |
| Michail Grigorjewitsch Sergejew       | sowjetischer Botschafter                                                                  |  |
| Alexei Kapitonowitsch Serow           | sowjetischer Partei- und Schachfunktionär                                                 |  |
| Richard Simon                         | deutscher Maler                                                                           |  |
| Clarence Slifer                       | US-amerikanischer Kameraassistent, Filmtechniker und Spezialeffektkünstler                |  |
| Cornell Smelser                       | US-amerikanischer Jazzmusiker                                                             |  |
| Max Ernst Graf zu Solms-Rödelheim     | deutscher Soziologe                                                                       |  |
| Clemente Soto Vélez                   | puerto-ricanischer Dichter, Journalist und politischer Aktivist                           |  |
| Hubert Strauf                         | deutscher Unternehmer und Werbetexter                                                     |  |
| Hjalmar Sundén                        | schwedischer Theologe und Hochschullehrer, Universitätsprofessor für Religionspsychologie |  |
| Heinrich Tötter                       | deutscher Journalist                                                                      |  |
| William Towns                         | britischer Autodesigner                                                                   |  |
| Folco Trabalza                        | italienischer Diplomat                                                                    |  |
| Petras Valiukas                       | litauischer Politiker und Polizist                                                        |  |
| Kurt Hubert Vieth                     | deutscher Architekt                                                                       |  |
| Jānis Alfrēds Vītols                  | lettischer Radrennfahrer                                                                  |  |
| Helmuth Vretska                       | österreichischer Altphilologe                                                             |  |
| Wolf-Helmut Wagner                    | deutscher Mediziner                                                                       |  |
| Hans Wernery                          | deutscher Ministerialbeamter                                                              |  |
| Heinrich Weyer                        | deutscher Jurist, Berliner Senatsdirektor und Datenschützer                               |  |
| Georg Wippern                         | deutscher SS-Sturmbannführer mit der Verwaltung des Vermögens jüdischer Opfer             |  |
| Karl Wolf                             | deutscher Maler                                                                           |  |
| Yano Kentarō                          | japanischer Mathematiker                                                                  |  |
| Josef Zurkirchen                      | österreichischer Heimatforscher                                                           |  |